# 伊深村
伊深村（いぶかむら）は、かつて岐阜県加茂郡にあった村である。
現在の美濃加茂市東北部、美濃加茂市伊深町に該当する。
津保川支流（川浦川、大洞川）沿いの村であった。

## 歴史
- 江戸時代末期、伊深村は美濃国加茂郡に属し、尾張藩領、旗本佐藤氏知行地であった。
- 1889年（明治22年）7月1日 - 町村制により、伊深村が成立。
- 1954年（昭和29年）4月1日 - 太田町、古井町、下米田村、蜂屋村、山之上村、加茂野村、および三和村の一部[1]と合併し美濃加茂市が発足。同日伊深村廃止。

## 学校
- 伊深村立伊深小学校（現・美濃加茂市立伊深小学校）

中学校は富田村（現・富加町）の組合立双葉中学校であった。

## 神社・仏閣
- 正眼寺
- 龍安寺
- 高倉神社
- 星宮神社
- 諏訪神社
- 賀茂神社

## その他
- 役場庁舎は旧伊深村役場庁舎として国の登録有形文化財に登録されている。